# 41 Cygni
Désignations
41 Cygni (41 Cyg) est une étoile de la constellation boréale du Cygne, localisée près de la limite avec celle du Petit Renard. Sa magnitude apparente est de 4,01. D'après la mesure de sa parallaxe annuelle par le satellite Hipparcos, l'étoile est située à environ ∼ 770 a.l. (∼ 236 pc) de la Terre. Elle se rapproche du Système solaire à une vitesse radiale de −18 km/s.
41 Cygni est une étoile supergéante jaune à raies fines de type spectral F5Ib-II. Elle est âgée d'environ 85 millions d'années et elle est 5,3 fois plus massive que le Soleil. Elle tourne sur elle-même à une vitesse de rotation projetée de 9,5 km/s. Ayant épuisé les réserves d'hydrogène de son cœur, l'étoile s'est étendue de telle sorte que son rayon est 27 fois plus grand que le rayon solaire. Elle est 1 200 fois plus lumineuse que le Soleil et sa température de surface est de 6 533 K.